# Neolimnus egyptiacus
Neolimnus egyptiacus är en insektsart som beskrevs av Matsumura 1908. Neolimnus egyptiacus ingår i släktet Neolimnus och familjen dvärgstritar. Inga underarter finns listade i Catalogue of Life.